# Eric Maxim Choupo-Moting
Jean-Eric Maxim Choupo-Moting (Hamburg, Alemanya, 23 de març de 1989) és un futbolista germanocamerunès que juga com a davanter als New York Red Bulls. És internacional amb el Camerun.

## Trajectòria
Després de realitzar la seva etapa formativa en diversos equips d'Hamburg, la seva localitat natal, el 2007 va arribar al primer equip de l'Hamburg SV, renovant el seu contracte al febrer de 2008 fins al 2011. Després de dues temporades en les quals va jugar també amb el filial, el 31 d'agost de 2009 va ser cedit al 1. Fußball-Club Nürnberg VfL fins a final de temporada.
Al maig de 2011, a punt d'expirar la seva vinculació amb l'equip d'Hamburg, es va fer oficial el seu fitxatge pel 1. FSV Mainz 05 per tres temporades. Passat aquest temps, el FC Schalke 04 va anunciar, el 5 de juliol de 2014, la seva incorporació fins al 30 de juny de 2017.
De cara a la temporada 2017-18 va decidir marxar d'Alemanya per continuar la seva carrera a Anglaterra, on fou fitxat pel Stoke City FC de la Premier League a l'agost de 2017. Després de perdre la categoria al final de la temporada, el 31 d'agost de 2018 va rescindir el seu contracte i se'n va anar al París Saint-Germain FC, on jugaria els dos següents anys. El 29 de juny de 2020 va ampliar el seu contracte dos mesos fins a la finalització de les competicions de la temporada 2019-20 que es van allargar com a conseqüència de la pandèmia de malaltia per coronavirus. El 12 d'agost va marcar en el temps de descompte en el partit de quarts de final de la Lliga de Campions contra l'Atalanta BC per donar el triomf i el passi a semifinals a l'equip parisenc, ronda que no aconseguien des de feia 25 anys.
Una vegada acabada la seva etapa a París, el 5 d'octubre es va fer oficial el seu retorn al futbol alemany després de signar per un any amb el FC Bayern de Múnic. En finalitzar la temporada va estendre la seva vinculació amb el conjunt bavarès fins al juny de 2023.

## Internacional
Internacional amb Alemanya en categories inferiors, va decidir representar en categoria absoluta a la selecció del Camerun, amb la qual ha disputat els Mundials de 2010 i 2014.

## Palmarès
Paris Saint-Germain FC
- 2 Ligue 1: 2018-19, 2019-20
- 1 Copa francesa: 2019-20
- 1 Copa de la lliga francesa: 2019-20

Fußball-Club Bayern München
- 1 Campionat del Món de Clubs: 2020
- 3 Lligues alemanyes: 2020-21, 2021-22, 2022-23
- 2 Supercopes alemanyes: 2021, 2022